# Cherry Bomb (canción de The Runaways)
«Cherry Bomb» es el primer sencillo de la banda femenina estadounidense The Runaways, siendo, así mismo, la primera pista de su disco debut homónimo. Publicado en marzo de 1976, fue colocada en el puesto nº 52 de las 100 mejores canciones del hard rock según VH1.
La cantante y guitarrista Joan Jett compuso la canción con Kim Fowley, entonces mánager de la banda. En el documental de 2005 Edgeplay: A Film About the Runaways, Fowley y la antigua vocalista de las Runaways, Cherie Currie, afirmaron que Cherry Bomb se compuso rápidamente solo para que Currie hiciera una audición para la banda, ya que las integrantes del grupo no podían interpretar la canción que ella había elegido originalmente.
La canción se incluyó en la banda sonora de la película de 2014 Guardianes de la Galaxia, en el segundo episodio de la serie de Amazon Prime de 2019 The Boys, en la temporada 4 episodio 10 de Riverdale también está incluida en su banda sonora y en la película de Netflix de 2021 Fear Street Part Two: 1978. 
Jett regrabó la canción con su banda The Blackhearts para el álbum de 1984 Glorious Results of a Misspent Youth. Cherie Currie también regrabó Cherry Bomb con Marie Currie, su hermana gemela, en su versión reeditada en 1997 del álbum Messin' with the Boys.

## Posición en listas
| Listas (1976-1977)                                | Posición más alta |
| ------------------------------------------------- | ----------------- |
| Australia (Kent Music Report)                     | 57                |
| Estados Unidos (Billboard Bubbling Under Hot 100) | 6                 |